# Ginés Ramón García Beltrán
Ginés Ramón García Beltrán (ur. 3 października 1961 w Lorca) – hiszpański duchowny katolicki, biskup Getafe od 2018.

## Życiorys

### Prezbiterat
Święcenia kapłańskie otrzymał 20 września 1985 i został inkardynowany do diecezji Almería. Przez wiele lat pracował jako duszpasterz parafialny, był także m.in. rektorem i ojcem duchownym niższego seminarium, delegatem biskupim ds. synodu diecezjalnego oraz wikariuszem generalnym.

### Episkopat
3 grudnia 2009 papież Benedykt XVI mianował go biskupem ordynariuszem diecezji Guadix. Sakry biskupiej udzielił mu 27 lutego 2010 nuncjusz apostolski w Hiszpanii - arcybiskup Renzo Fratini.
3 stycznia 2018 papież Franciszek mianował go ordynariuszem diecezji Getafe.